# Besiedlungsdichte
Bei der Besiedlungsdichte handelt es sich um eine bereinigte Form der Bevölkerungsdichte. Die Einwohnerzahl eines Gebietes wird dabei nur auf die theoretisch besiedelbare oder tatsächlich besiedelte Fläche bezogen. Flächen, die auf Grund naturräumlicher Eigenschaften (beispielsweise Wüsten, Gewässer) oder gesetzlicher Bestimmungen (beispielsweise Naturschutzgebiete, militärische Sperrgebiete) nicht bewohnt werden können, werden bei der Besiedlungsdichte ausgeklammert.
In Regionen, in denen der Dauersiedlungsraum nur einen kleinen Teil der Gesamtfläche ausmacht (z. B. Gebirgsregionen), ist die Besiedlungsdichte wesentlich aussagekräftiger als die Bevölkerungsdichte. Im Land Tirol umfasst der Dauersiedlungsraum beispielsweise nur 12,5 % der Gesamtfläche, die Besiedlungsdichte beträgt somit 459 Einwohner/km² gegenüber einer Bevölkerungsdichte von 57 Einwohnern/km² (Stand 2014).
Die theoretisch besiedelbaren oder tatsächlich besiedelten Flächen können zum Beispiel anhand eines Flächennutzungsplans ermittelt werden, der die für Wohnbebauung vorgesehenen Flächen ausweist. Andere Bewertungsgrundlagen sind Luftbilder und Einwohnermeldedaten.

## Siedlungsdruck
In Gegenden mit hoher oder stetig wachsender Besiedlungsdichte durch Zuzug, insbesondere Metropolen, spricht man häufig vom Besiedlungsdruck. Die zunehmende Urbanisierung der Gesellschaft führt in Großstädten zu einem so hohen Besiedlungsdruck, dass Mieten und Quadratmeterpreise für Normalverbraucher manchmal kaum mehr erschwinglich sind. Hoher Siedlungsdruck führt in Städten sowohl zu Nachverdichtung als auch, bei mangelnder Kontrolle, zur Zersiedelung in den Randgebieten. Er bildet damit einen der Stadtökologie, der Erhaltung von Naherholungsgebieten und stadteigenen oder stadtnahen Biotopen entgegenstehenden Faktor.